# Ayakudi
Ayakudi är en ort i Indien.   Den ligger i distriktet Dindigul och delstaten Tamil Nadu, i den södra delen av landet, 2 000 km söder om huvudstaden New Delhi. Ayakudi ligger 336 meter över havet och antalet invånare är 24 120.
Terrängen runt Ayakudi är varierad. Runt Ayakudi är det ganska tätbefolkat, med 104 invånare per kvadratkilometer. Närmaste större samhälle är Palani, 3,4 km väster om Ayakudi. I omgivningarna runt Ayakudi växer i huvudsak städsegrön lövskog.